# Acacia blakei
Acacia blakei — вид квіткових рослин з родини бобових. Ареал: Австралія (сх. Новий Південний Уельс, пд.-сх. Квінсленд).

## Екологія
Зазвичай це частина сухого склерофільного лісу та рідколісся.

## Морфологічний опис
Прямовисне дерево зазвичай досягає висоти менше 15 метрів і має тріщинисту кору сірого кольору. Гілочки від світло-зеленого до коричневого кольору й кутасті до верхівок, але в іншому випадку загнуті, іноді шкірчасті. Філодії плоскі, серповидні, мають еліптичну або вузькоеліптичну форму, довжину від 5 до 17 см і ширину від 4 до 22 мм, помітних жилок дві чи три. Цвіте між серпнем і листопадом, утворюючи прості суцвіття, які утворюються групами від одного до трьох у пазухах. Циліндричні квіткові голівки від 2 до 6 см у довжину з квітками від жовтого до блідо-жовтого або кремового кольору. Після цвітіння утворюються прямі або вигнуті насіннєві плоди, які є більш-менш плоскими, за винятком над насінням. Насіннєві плоди від голих до маловолосистих і мають довжину від 3 до 10 см і ширину від 2 до 4 мм.